# Gian Carlo Passeroni
Gian Carlo Passeroni (Jean-Charles Passeroni), né le 8 mars 1713 à Condamine di Lantosca dans le comté de Nice, et mort le 26 décembre 1803 à Milan, est un poète satiriste italien. Ordonné prêtre, il est surtout connu pour son long poème satirique il Cicerone.

## Biographie

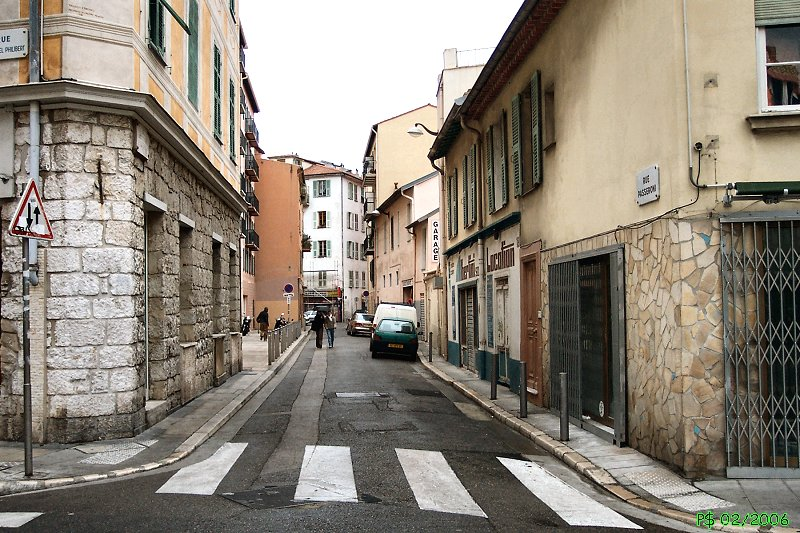
Rue Passeroni à Nice.

Gian Carlo Passeroni est né le 8 mars 1713 à Condamine. Il a un oncle qui est à la tête d'une école élémentaire à Milan.
Il est ordonné prêtre à Nice en 1738 par Mgr Canton. Il suit à Rome et à Cologne son protecteur, le nonce Lucini, et passe le reste de sa vie à Milan, vivant modestement. Outre des fables peu originales et très diffuses, Favolegg. ital. et des poésies variées, Rime piacevoli, il laisse un poème à la fois facétieux et didactique, Il Cicerone, dont il voulut faire le spécimen le plus long du genre. Il ne compte pas moins de 101 chants, un de plus que l'Amadigi de Bernardo Tasso, et de 11 097 octaves ; la vie de Cicéron n'y est que le prétexte de digressions fort prolixes, mais où il y a beaucoup de bon sens et d'esprit.
Gian Carlo Passeroni est mort le 26 décembre 1803 à Milan.